# Harry Shearer

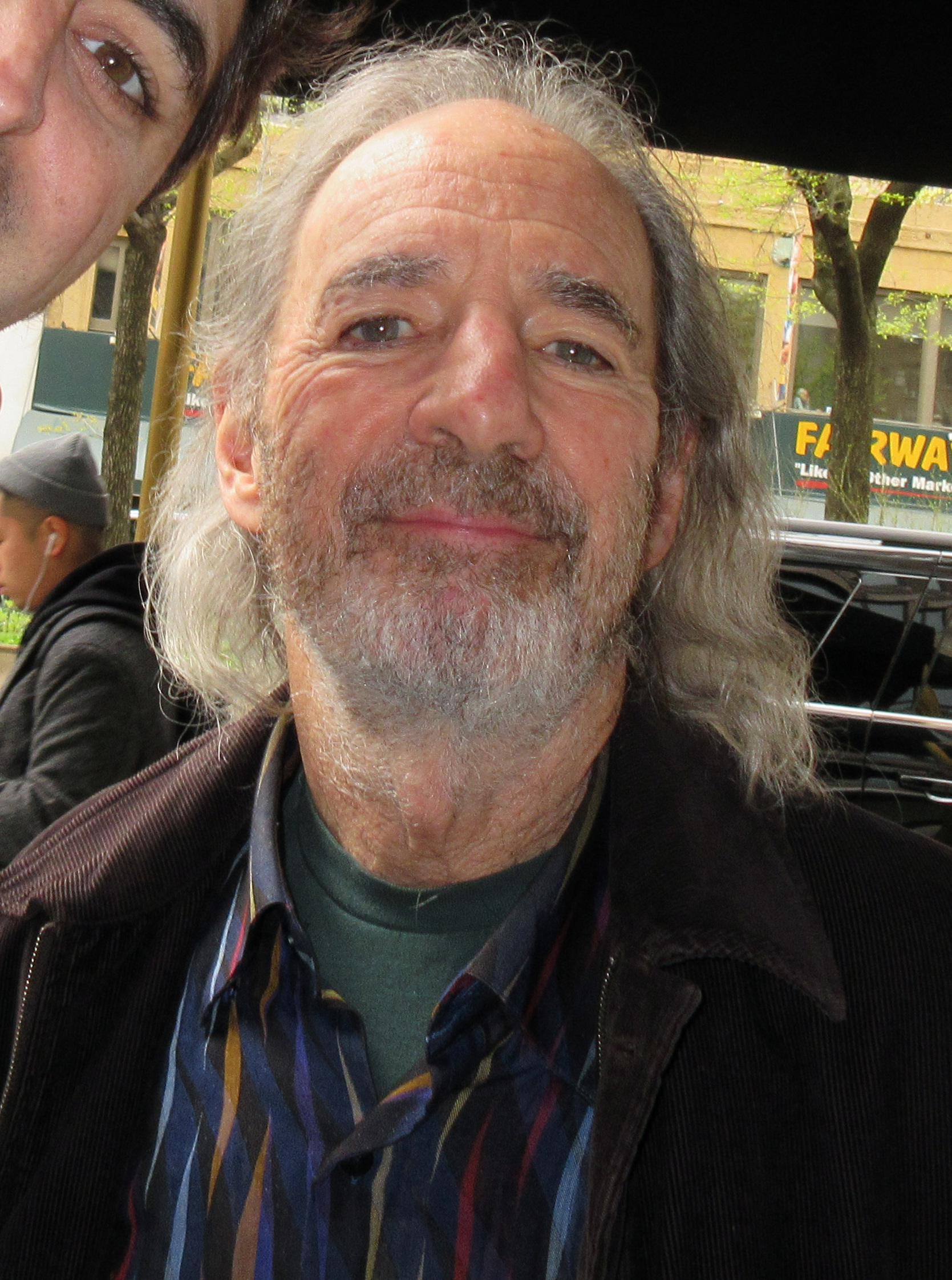
Harry Shearer (2019)

Harry Julius Shearer (* 23. Dezember 1943 in Los Angeles, Kalifornien) ist ein US-amerikanischer Schauspieler, Drehbuchautor und Synchronsprecher.

## Karriere
Shearer begann seine Karriere schon als Kind, als er im Film Das Gewand (1953) mitwirkte und auch in verschiedenen Fernsehrollen zu sehen war (The Jack Benny Program). Shearer spielte auch Frankie in der Pilotfolge der Serie Erwachsen müßte man sein (Leave It to Beaver).
Von 1969 bis 1976 war Shearer Mitglied der Radio-Comedygruppe The Credibility Gap in Los Angeles. Einer breiteren Öffentlichkeit wurde er in den 1970er- und 1980er-Jahren durch seine Mitwirkung an der Comedyshow Saturday Night Live bekannt.
In This Is Spinal Tap (1984) von Rob Reiner war er Co-Autor und spielte die Rolle des Bassisten Derek Smalls. Die fiktive Band Spın̈al Tap trat auch in einer Folge der Simpsons auf, im Original mit den Stimmen von Michael McKean, Christopher Guest und eben Harry Shearer.
Shearer leiht als Synchronsprecher in der englischen Originalversion der Zeichentrickserie Die Simpsons zahlreichen Figuren seine Stimme, unter anderem: Mr. Burns, Waylon Smithers, Ned Flanders, Reverend Lovejoy, Dr. Hibbert, Rektor Skinner, Lenny, Kent Brockman, Rainier Wolfcastle, Scratchy, Kang, Dr. Marvin Monroe, Gott und Jebediah Springfield. Am 13. Mai 2015 gab Shearer per Twitter zunächst bekannt, die Serie nach der 26. Staffel wegen vertraglicher Streitigkeiten zu verlassen; im Juli 2015 wurde aber bekannt, dass er weiter für die Simpsons arbeiten wird.
2018 wurde er in die Academy of Motion Picture Arts and Sciences berufen, die jährlich die Oscars vergibt.

## Privates
Seit 1993 ist Shearer mit der Sängerin Judith Owen verheiratet. Er lebt in London.

## Filmografie (Auswahl)
- 1953: Abbott and Costello Go to Mars
- 1953: Das Gewand (The Robe)
- 1954: Sinuhe der Ägypter (The Egyptian)
- 1957: Erwachsen müßte man sein (Leave It to Beaver, Fernsehserie, Pilotfolge)
- 1957: Alfred Hitchcock präsentiert (Alfred Hitchcock Presents, Fernsehserie, Folge 2x31)
- 1975–1985: Saturday Night Live (Fernsehserie)
- 1976: Serpico (Fernsehserie, eine Folge)
- 1976–1982: Laverne & Shirley (Fernsehserie, fünf Folgen)
- 1977: Cracking Up
- 1979: Aus dem Leben gegriffen (Real Life)
- 1979: Airport ’80 – Die Concorde (The Concorde … Airport ’79, Stimme)
- 1979: Das Wunder von Pittsburgh (The Fish That Saved Pittsburgh)
- 1980: Die Dschungelolympiade (Animalympics, Stimme)
- 1980: Die Scheinwerfer verlöschen (One-Trick Pony)
- 1983: Der Stoff, aus dem die Helden sind (The Right Stuff)
- 1984: Spinal Tap (This Is Spinal Tap)
- 1986: Alf (Fernsehserie, Folge 1x04, Stimme)
- 1987: Plain Clothes – Mord an der Highschool (Plain Clothes)
- 1988: Miami Vice (Fernsehserie, Folge 4x12)
- 1988: Portrait of a White Marriage
- 1988: Meine Stiefmutter ist ein Alien (My Stepmother Is an Alien, Stimme)
- seit 1989: Die Simpsons (The Simpsons, Fernsehserie, Stimme)
- 1990: Golden Girls (The Golden Girls, Fernsehserie, Folge 5x26, Stimme)
- 1990: Captain Planet (Captain Planet and the Planeteerss, Webserie, Folge 1x01)
- 1990: Murphy Brown (Fernsehserie, Folge 3x01)
- 1991: Oscar – Vom Regen in die Traufe (Oscar)
- 1991: Reine Glückssache (Pure Luck)
- 1991: König der Fischer (The Fisher King)
- 1992: Eine Klasse für sich (A League of Their Own)
- 1992: A Year and a Half in the Life of Metallica
- 1992: Die Dinos (Dinosaurs, Fernsehserie, Folge 3x03)
- 1993: L.A. Law – Staranwälte, Tricks, Prozesse (L.A. Law, Fernsehserie, Folge 8x06)
- 1993: Wayne’s World 2
- 1994: I'll Do Anything oder: Geht's Hier nach Hollywood? (I’ll Do Anything)
- 1994: Kleine Giganten (Little Giants)
- 1994: Ellen (Fernsehserie, Folge 2x09)
- 1994: Sprachlos (Speechless)
- 1995: Friends (Fernsehserie, Folge 1x21)
- 1996: Chicago Hope – Endstation Hoffnung (Chicago Hope, Fernsehserie, Folge 3x07)
- 1996: Quack Pack – Onkel D. & Die Boys! (Quack Pack, Fernsehserie, Folge 1x31, Stimme)
- 1997: Emergency Room – Die Notaufnahme (ER, Fernsehserie, Folge 3x19)
- 1997: Die Hochzeit meines besten Freundes (My Best Friend’s Wedding)
- 1998: Godzilla
- 1998: Fast Helden (Almost Heroes, Stimme)
- 1998: Die Truman Show (The Truman Show)
- 1998: Small Soldiers (Stimme)
- 1999: EDtv
- 1999: Seven Days – Das Tor zur Zeit (Seven Days, Fernsehserie, Folge 1x19)
- 1999: Ich liebe Dick (Dick)
- 1999: Just Shoot Me – Redaktion durchgeknipst (Just Shoot Me!, Fernsehserie, Folge 4x01)
- 1999–2001: Jack & Jill (Fernsehserie, vier Folgen)
- 2000–2001: Dawson’s Creek (Fernsehserie, zwei Folgen)
- 2001: Haiku Tunnel
- 2002: The Agency – Im Fadenkreuz der C.I.A. (The Agency, Fernsehserie, Folge 1x14)
- 2003: A Mighty Wind
- 2005: Charm School (Marilyn Hotchkiss’ Ballroom Dancing and Charm School)
- 2005: Himmel und Huhn (Chicken Little, Stimme)
- 2006: Es lebe Hollywood (For Your Consideration)
- 2007: Die Simpsons – Der Film (The Simpsons Movie, Stimme)
- 2007–2009: Wow! Wow! Wubbzy! (Webserie, fünf Folgen)
- 2009: My Suicide (Archie’s Final Project)
- 2011: Flood Streets
- 2013: Nixon’s the One (Fernsehserie, fünf Folgen)
- 2017: Wer ist Daddy? (Father Figures)
- 2020: The Salon (Fernsehserie, vier Folgen)